# Aetea anguina
Aetea anguina är en mossdjursart som först beskrevs av Carl von Linné den yngre 1758.  Aetea anguina ingår i släktet Aetea och familjen Aeteidae. Arten är reproducerande i Sverige. Inga underarter finns listade i Catalogue of Life.